# Prowincja Cremona
Prowincja Cremona (wł. Provincia di Cremona) – prowincja we Włoszech. 
Nadrzędną jednostką podziału administracyjnego jest region (tu: Lombardia), a podrzędną jest gmina.
Liczba gmin w prowincji: 115. 